# Fèlix Millet i Maristany
Félix Millet i Maristany (Barcelona, 29 de diciembre de 1903 – ibidem, 23 de febrero de 1967) fue un financiero, mecenas y activista cultural español.

## Biografía
Era hijo del industrial algodonero Joan Millet i Pagès y de Antònia Maristany Colomé, y sobrino del cofundador del Orfeón Catalán Lluís Millet. Dedicándose siempre profesionalmente a sector de las compañías de seguros, en 1932 fue presidente de la Federación de Jóvenes Cristianos y director del diario El Matí, próximo a UDC. Al estallar la guerra civil en 1936, marchó a Trieste al sentir en Cataluña amenazada su vida, y posteriormente regresó a España para ofrecerse en Burgos a combatir junto al bando sublevado.
En 1943 fundó la Benèfica Minerva, que se dedicaba clandestinamente al mecenazgo colectivo, y en la cual colaboraba el abogado Pere Puig i Quintana, a la sazón mano derecha de Millet.
En 1947, Millet fue secretario de la Comissió Abat Oliba y presidente del consejo de administración del Banco Popular Español –hasta 1957– y de la Compañía Hispano Americana de Seguros y Reaseguros. Como accionista y presidente del Banco Popular, hizo desaparecer «la mentalidad comerciante y tendera, ligada, en este caso, a la menestralía madrileña» en el intento de crear «un banco moderno, en todo el sentido de la palabra». Durante la jefatura de Millet, el banco pasó de 200 millones a 5000 millones de pesetas, y llegó a ser el octavo de España en volumen de depósitos. A principios de 1957, sin embargo, la familia Millet vendía la mayoría de sus acciones y Fèlix Millet pasaba a ser titulado presidente honorario.
Elegido presidente del Orfeón Catalán en 1951, impulsó la Obra del Ballet Popular, y en 1961 se encontraba entre los fundadores de Òmnium Cultural, asociación de la que fue su primer presidente.
Fue padre de Fèlix Millet i Tusell, fundador en 1990 de la Fundació Orfeó Català-Palau de la Música Catalana y presidente de la misma hasta su destitución en 2009 entre acusaciones de corrupción; de Joan Millet i Tusell, consejero de Banca Catalana; y de Xavier Millet i Tusell, candidato de Convergència i Unió a la alcaldía de Barcelona en las elecciones municipales de 1979.